# 無限庵御殿
無限庵御殿（むげんあんごてん）は、石川県加賀市山中温泉にある書院造の建築物。公益財団法人無限庵が管理している。石川県指定有形文化財。

## 歴史
元は旧金沢藩家老横山家の分家にあたる横山章が、1912年（大正元年）に金沢市高岡町の自邸内に接客用に設けた屋敷である。1921年（大正10年）に建物の一部が加賀市山中温泉下谷町に移築された。
2000年（平成12年）に石川県指定有形文化財に指定された。
来館者の休憩スペースを改修し、2023年（令和5年）4月21日にカフェ「茶房うるはし」がオープンすることになった。

## 建築
木造平屋建て、床面積約150平方メートルで、36畳の書院座敷と20畳の次の間からなる。伝統的近代建築でありながら武家邸宅書院の伝統を継承する造りで、琵琶床の蒔絵を施した豪華な蹴込など、加賀の建築・工芸技術がみられる。